# Susana I. Mora Humbert
Susana I. Mora Humbert   (Maó, 23 de juny de 1982) és una advocada laboralista i política menorquina. De 2017 a juliol de 2023 va ocupar el càrrec de Presidenta del Consell Insular de Menorca.

## Formació i activitat professional
És llicenciada en Dret per la Universitat Pompeu Fabra i en Ciències polítiques i de l'Administració Pública per la Universitat Oberta de Catalunya.
En l'àmbit professional ha exercit d'advocada des de 2005, fent feina a diversos despatxos i ocupant, des del 2007, el lloc d'assessora laboral de la UGT a Menorca, exercici que va complementar amb el de mediadora al Tribunal d'Arbitratge i Mediació de les Illes Balears (TAMIB). També va treballar al Diari Menorca com a responsable del suplement educatiu “Xoc”.

## Trajectòria política
Durant la IX legislatura (2015-2019), va ser cap de llista pel PSOE al Consell Insular de Menorca, la qual va obtenir tres consellers. Durant aquesta etapa va ser vicepresidenta primera i consellera del departament d'Ocupació, Projecció Econòmica, Joventut i Esports fins al 2016, quan es va reestructurar l'equip de govern per passar a ocupar, amb la nova organització, el càrrec de vicepresidenta primera i consellera d'Ordenació Territorial i Turística.
Seguint els acords del pacte entre el PSOE, Més per Menorca i Podem, al juliol de 2017 va ser elegida presidenta del Consell Insular de Menorca i consellera d'Ordenació Territorial i Turística de la institució menorquina.
A les eleccions insulars celebrades el 2019, la socialista va revalidar la presidència del Consell, aconseguint 4 consellers, a més de ser la consellera de Promoció Turística.
A les eleccions de 2023, si bé la candidatura del PSOE va mantenir resultats molt similars a la anterior convocatòria, la coalició que fins aquell moment havia governat no va tenir representació suficient per revalidar el Govern del Consell Insular de Menorca, que va guanyar el Partit Popular, rellevant-la a la Presidència del Consell Adolto Vilafranca.
Afiliada des de 2011, Susana Mora ocupa la Secretaria General del PSOE Menorca durant dos mandats orgànics consecutius, el 2017 i 2021. També és membre del Comitè Federal del PSOE.